# Георгій Алафузофф
Георгій Борисович Алафузофф (фін. Georgij Alafuzoff; нар. 15 вересня 1953, Гельсінкі, Фінляндія) — фінський адмірал; з квітня 2013 року — голова Управління розвідки Військового штабу ЄС.

## Біографія
Народився 15 вересня 1953 року в Гельсінкі у російсько-шведській родині (дід емігрував з Санкт-Петербурга, мати — з сім'ї фінських шведів). У цьому зв'язку Алафузофф вважає рідними фінську, російську та шведську мови. Також володіє англійською і польською.
У 1950-ті роки був хрещений в православній церкві й навчався у фінсько-російській школі в Гельсінкі, по закінченні якої склав іспити для вступу в університет. З наміром продовжити освіту в гуманітарній області поступив у Гельсінський університет на факультет російської мови та літератури й практичної філософії, але військова служба, яка почалася 2 травня 1973 року, змінила його плани: по закінченні служби в містечку Утті (під Коувола), він поступив в школу офіцерів у місті Гаміна. У 1974 році отримав звання лейтенанта, а у 1977 році закінчив Військово-морську академію.
З 1977 по 1981 роки викладав у військово-морському училищі, де в 1979 році отримав звання старшого лейтенанта.
У 1981—1982 роках повернувся у Військово-морську академію. У 1985 році отримав звання капітана.
З 1987 по 1989 роки навчався у вищій школі офіцерського складу.
З 1997 року навчався в російській Академії генерального штабу, яку закінчив з відзнакою.
З 2007 по квітень 2013 року очолював військову розвідку Сил оборони Фінляндії. Критично оцінює сучасну політичну ситуацію в Росії.
17 грудня 2012 року призначений главою військової розвідки Європейського союзу. На посаду вступив у квітні 2013 року.
15 квітня 2014 року, під час проросійських акцій та провокацій на Південному Сході Україні, заявив, що не вірить в активну участь російських спецназівців у подіях на сході України. На його думку, захоплення адміністративних будівель відбувалося, в основному, силами місцевих жителів, незадоволених ситуацією в країні, а переростання конфлікту в громадянську війну в Україні вважав малоймовірним.
30 жовтня 2018 року на «Огарковськіх читаннях» в Москві заявив, що Захід сприймає події в Україні як гібридну операцію Росії й побоюється поширення її на Прибалтику та інші країни. При цьому Алафузофф зазначив, що розуміє і російську точку зору: «У Росії, як я кажу, є побоювання, що Захід вплине на розвиток суспільства шляхом серйозного впливу на інформаційні сфери».
У липні 2019 року ЗМІ повідомили, що Алафузофф підозрюється в розголошенні в грудні 2017 року секретних даних про воєнну розвідку, в тому числі таких, що стосуються Росії.

## Родина
- Батько — Борис Алафузофф, нащадок барона Івана Алафузова, який іммігрував до Фінляндії з Санкт-Петербурга (Російська імперія)
- Мати — шведськомовна уродженка Фінляндії
- Дружина (зараз розлучені)
- Син — Александр (р. 1987) закінчив Технологічний інститут в Гельсінкі за спеціальністю автоматизації та технологічних систем
- Дочка — Анна-Марія (р. 1991) закінчила гімназію в Вантаа